# Їжівці
Ї́жівці — село в Україні, у Чудейській сільській громаді Чернівецького району Чернівецької області.

## Географія
У селі річка Чудей впадає у Серетелі, праву притоку Малого Серету.
У селі бере початок струмок Трусинецуль, правий доплив Серетелі.

## Історія
Їжівці — село, центр сільської Ради. Розташований в прикордонній смузі, за 20 км на південний захід від Сторожинця. До залізничної станції Чудей — 4 км. Через село протікає річка Малий Сірет. З райцентром є автобусне сполучення.
Місцевий колгосп ім. Фрунзе створено в 1947 році. За ним закріплено 3007 га землі, в т. ч. орної — 1074 га, сіножатей — 490 га, пасовищ — 603 га, лісу — 258 га. Виробничий напрям господарства — тваринницький. Основними польовими культурами є озима пшениця, кукурудза, картопля, льон. На фермі колгоспу налічується великої рогатої худоби — 732 (в т. ч. корів 209), овець — 585 штук.
На території села розташоване Їжівське лісництво Сторожинецького лісокомбінату, за яким закріплено 569 га лісу.
В 1966 році споруджено Будинок культури, поблизу якого був закладено парк. Є сільський клуб, колгоспний стадіон.
Партійна організація села створена в 1949 році, комсомольська — у 1948 році.
Село вперше згадується 17 серпня 1428 року під назвою Южинці.

### Епідемія коронавірусу
У березні 2020 року село стало епіцентром поширення коронавірусної хвороби в Чернівецькій області: із 25 зареєстрованих на Буковині випадків (на 21.03.2020) 1 хворий виявлено саме в цьому селі.
У квітні (20 і 21 квітня) 2020 року два брати 19 і 25 років померли від коронавірусу. Вони обоє знаходилися на лікуванні у Сторожинецькій ЦРЛ.

## Населення

### Мова
Розподіл населення за рідною мовою за даними перепису 2001 року:
| Мова            | Кількість | Відсоток |
| --------------- | --------- | -------- |
| румунська       | 3303      | 97.75%   |
| українська      | 51        | 1.51%    |
| російська       | 14        | 0.41%    |
| польська        | 6         | 0.18%    |
| інші/не вказали | 5         | 0.15%    |
| Усього          | 3379      | 100%     |

## Архітектура

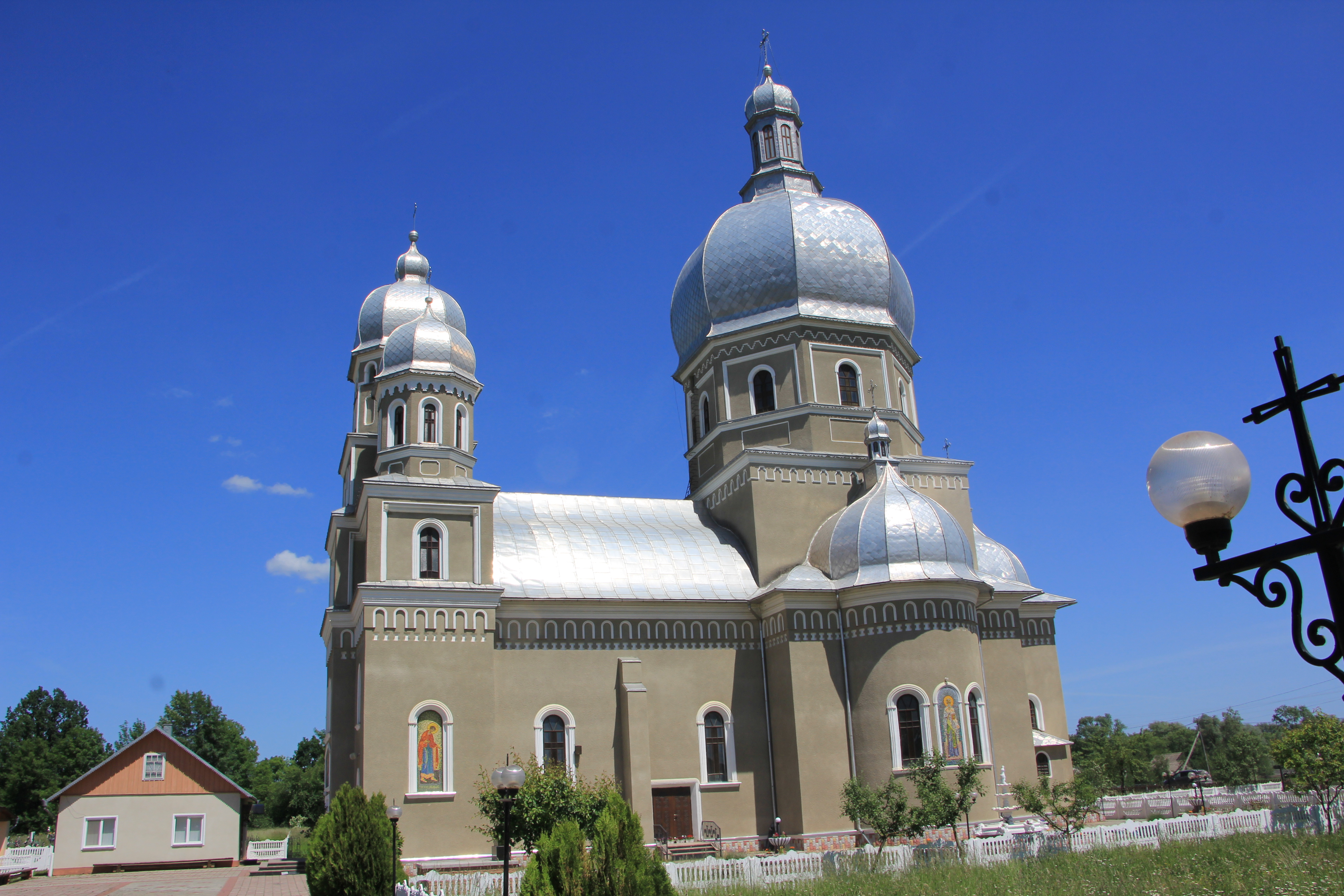
новий мурований храм св.Дмитра, який будували з 1994 до 2004 року.
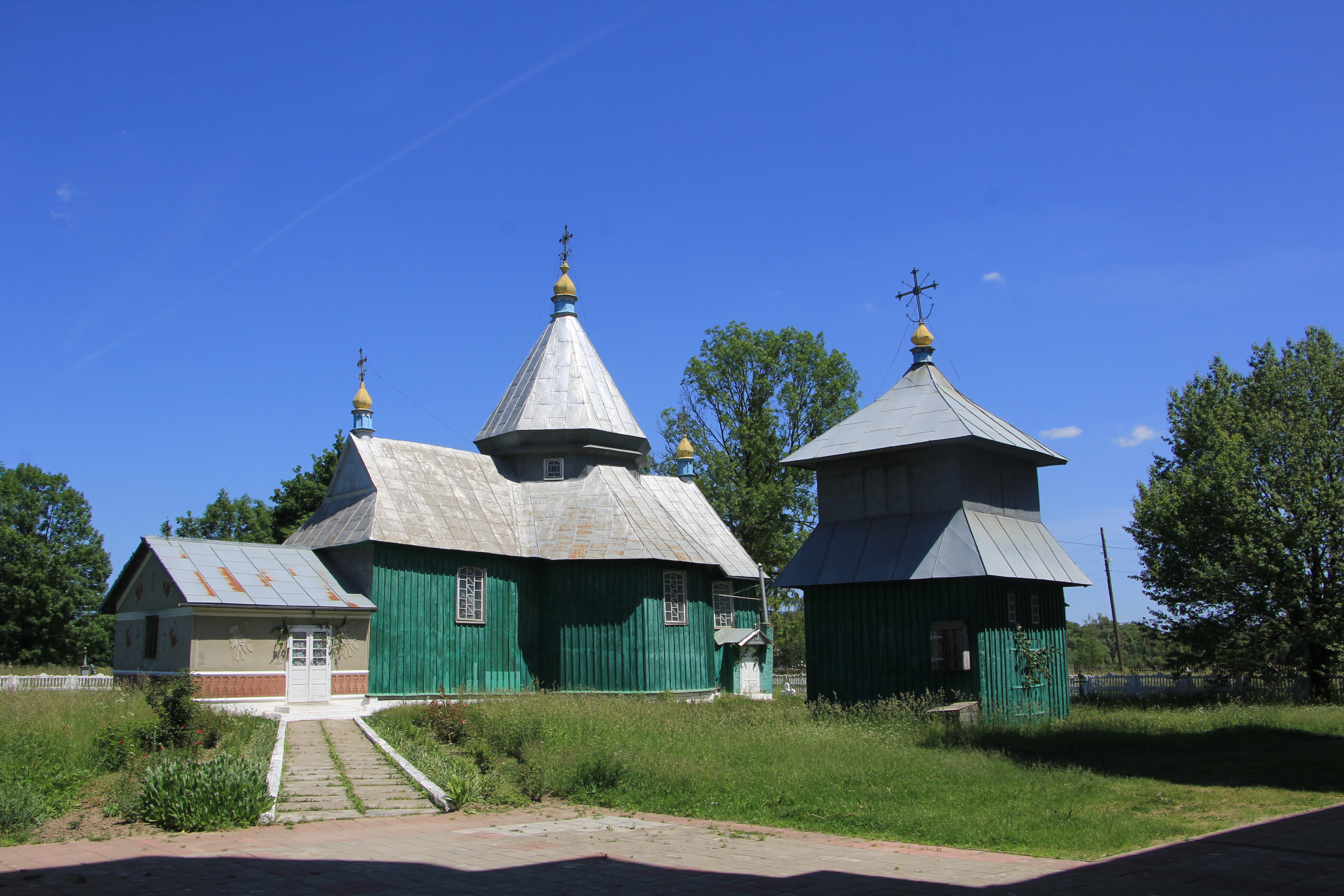
Дерев'яна церква Св. Дмитра 1897 року побудови (місцеві мешканці вважають, що церкву збудували протягом 1700-1702 років, проте за іншими даними церква була зведена тільки в 1897р )

село у фото та відео матеріалів шанувальників-односельчан:
https://www.youtube.com/watch?v=lTIioeYA0Uo&list=PLUQpRr1tK6RsUl_3enJafOIM1PBVPXGff&index=43 [Архівовано 9 травня 2022 у Wayback Machine.]

## Постаті

### Уродженці
- Яковіца Дмитро Костянтинович (17 листопада 1953 року) — український журналіст, громадський діяч. Закінчив Чернівецький навчально-вирбничий комбінат за фахом «фотозйомка», у 1983 році — Сторожинецький лісовий технікум. З 1997 року працює в Сторожинецькій районній газеті, нині «Рідний край»[5][6]. Автор 4 творчих фотовиставок. Член Національної спілки журналістів України. Член Соціалістичної партії України. Депутат Сторожинецької районної ради.
- Йон Зелінський (10 серпня 1878 - 21 листопада 1941) — румунський громадський діяч, батько відомого праворадикального політика Корнеліу Зеля Кодряну.